# Knives Out
Knives Out (Puñales por la espalda en España y Entre navajas y secretos en Hispanoamérica) es una película de misterio estadounidense de 2019 escrita y dirigida por Rian Johnson, y producida por Johnson y Ram Bergman. Siguiendo el estilo del género whodunit, la película sigue las investigaciones del detective privado Benoit Blanc (el mejor detective del mundo), interpretado por Daniel Craig, consecutivas a la muerte del patriarca de una familia después de la reunión para festejar su cumpleaños. La película presenta un reparto coral que incluye a Daniel Craig, Chris Evans, Ana de Armas, Jamie Lee Curtis, Michael Shannon, Don Johnson, Toni Collette, Lakeith Stanfield, Katherine Langford, Jaeden Martell y Christopher Plummer.
Knives Out tuvo su estreno mundial en el Festival Internacional de Cine de Toronto de 2019 el 7 de septiembre, y fue estrenada en los Estados Unidos el 27 de noviembre de 2019 por Lionsgate. La película recibió elogios de la crítica, particularmente por su guion, dirección y actuación, y recaudó 309,2 millones de dólares en todo el mundo por un presupuesto de 40 millones. En la 77.ª entrega de los Premios Globo de Oro, la película recibió tres nominaciones en la categoría Musical o Comedia: Mejor película, Mejor actor por Craig y Mejor actriz por De Armas. También recibió nominaciones al Mejor guion original en la 73.ª edición de los Premios de la Academia Británica de Cine y la 92.ª edición de los Premios de la Academia. También fue seleccionada por el American Film Institute y la National Board of Review como una de las diez mejores películas de 2019.
Lionsgate anunció en febrero de 2020 que una secuela con Daniel Craig en el papel de Benoit Blanc estaba en desarrollo. El 31 de marzo se confirmó que Netflix adquiría los derechos para así continuar con una franquicia y producir la segunda y tercera película. La segunda película, Glass Onion: A Knives Out Mystery, se estrenó en 2022.

## Argumento
El rico novelista de misterio Harlan Thrombey invita a su familia a su mansión de Massachusetts para la fiesta de su 85.º cumpleaños. A la mañana siguiente, el ama de llaves de Harlan, Fran, sube para servirle el desayuno pero encuentra muerto al escritor, con la garganta cortada. La policía afirma que fue un suicidio, pero una parte anónima contrata al detective privado Benoit Blanc para que investigue.
Blanc averigua que las relaciones de Harlan con su familia eran tensas: poco antes de su muerte amenazó con exponer a su yerno Richard por engañar a su esposa, la hija de Harlan, Linda; cortó el pago de su nuera, Joni, por robarle; despidió a su hijo Walt de su editorial; y tuvo un altercado con su nieto Ransom.
Sin que Blanc lo supiera, después de la fiesta, la enfermera de Harlan, Marta Cabrera, aparentemente le administró accidentalmente una sobredosis de morfina en lugar de su medicación habitual y no pudo encontrar el antídoto, dejando a Harlan minutos para vivir. Para ayudar a Marta a evitar sospechas de su muerte inminente, Harlan le dio instrucciones para crear una coartada falsa. Harlan luego se cortó la garganta. La anciana madre de Harlan vio a Marta seguir las instrucciones de Harlan, pero la confundió con Ransom.
Marta tiene un raro trastorno que le impide mentir sin vomitar, por lo que da respuestas verdaderas pero incompletas cuando Blanc le pregunta. Después de aceptar ayudar en la investigación de Blanc, Marta oculta evidencia de sus acciones mientras registran la propiedad; mientras tanto, Richard busca las pruebas que demostraban su infidelidad.
Antes de leer el testamento se descubre que Ransom, el hijo de Richard y Linda, no fue al funeral pero sí a la lectura del testamento. Todos lo tachan de codicioso y también se revela que la noche de la fiesta, Jacob, el hijo de Walt, estuvo en el baño y logró escuchar parte de la discusión entre Ransom y Harlan: "Te lo advierto" grito Ransom después de que Harlan dijera "Mi testamento..."
Se lee el testamento de Harlan: para asombro de todos, había dejado toda su herencia a Marta. Los Thrombey intentan desesperadamente probar que todo es un error y que Marta no debe recibir la herencia, pero Ransom la ayuda a escapar de la ira de la familia. Ransom obliga a Marta a confesarse y le ofrece su ayuda a cambio de una parte de la herencia. Los otros Thrombey intentan persuadir a Marta para que renuncie a la herencia; Walt amenaza con exponer a su madre como inmigrante indocumentada, pero Marta sigue el consejo del propio Walt: usar el dinero de la herencia para pagar abogados de Nueva York o Washington y conseguir los papeles para su madre.
Marta recibe una nota de chantaje anónimo con una fotocopia parcial del informe de toxicología de Harlan que revelaría la sobredosis. Ella y Ransom conducen a la oficina del médico forense, pero el edificio ha sido destruido por un incendio provocado. Marta recibe un correo electrónico anónimo proponiendo una cita con el chantajista. Blanc y la policía ven a Marta y a Ransom, y después de una breve persecución en automóvil, Ransom es arrestado. Blanc explica que la madre de Harlan vio a Ransom bajando de la habitación de Harlan la noche en que murió; en realidad, cuando Marta seguía las instrucciones de Harlan, la madre de Harlan la vio y dijo: "¿Ransom? ¿Ya volviste tan pronto?", pensando que era Ransom.
Marta acude a la cita y descubre a Fran drogada. Marta duda, dándose cuenta de que Fran puede vincularla con el crimen, pero realiza RCP con Fran y llama al 911. Poco antes de desmayarse, Fran murmura: "Tú, asesino". Marta le confiesa a Blanc, pero Ransom ya le ha informado. En la casa, Marta encuentra una copia del informe toxicológico completo escondido en el alijo de cannabis de Fran. Blanc lo lee e interrumpe a Marta antes de que pueda confesar a la familia que su error causó la muerte de Harlan. Blanc afirma que la causa de muerte de Harlan Thrombey es un suicidio.
Blanc revela sus deducciones: Ransom se enteró de que Harlan le estaba dejando todo a Marta; él cambió el contenido de los viales de medicamentos de Harlan y robó el antídoto para que Marta matara a Harlan con una sobredosis de morfina, por lo que no sería elegible para reclamar la herencia por la regla del asesino. Sin embargo, Marta realmente administró la medicación correcta, reconociéndola por su apariencia sin leer la etiqueta, y por lo tanto es inocente de la muerte de Harlan. Después de que se considerara la muerte un suicidio y no un asesinato, Ransom contrató anónimamente a Blanc para exponer a Marta como asesina. Fran más tarde vio a Ransom ocultando pruebas durante el funeral, al que Ransom no asistió, y le envió la nota de chantaje. Al darse cuenta de que Marta, sin saberlo, le había dado a Harlan la medicación correcta pero se creía culpable, Ransom reenvió la nota de Fran a Marta. Quemó la oficina del médico forense para destruir la evidencia de la inocencia de Marta. Finalmente, inyectó a Fran una sobredosis de morfina y envió por correo electrónico su ubicación a Marta, planeando incriminar a Marta por el asesinato de Fran. Entonces Marta se da cuenta de que Fran no dijo "Tú, asesino", sino "Hugh, Asesino", refiriéndose a Ransom, quien hace que todos los sirvientes le llamen por su primer nombre.
Marta recibe una llamada telefónica del hospital, informándola de que Fran ha sobrevivido, por lo que podrá declarar contra Ransom. Esto hace que él confieste, pero cree que solo podrán acusarle de incendio provocado e intento de homicidio, por lo que saldrá rápidamente de la cárcel. En ese momento Marta no puede contenerse más y vomita sobre Ransom; en realidad, la llamada la informaba de la muerte de Fran, pero había engañado a Ransom para que confesara. Enfurecido, Ransom la ataca con uno de los cuchillos que coleccionaba Harlan, pero resulta ser un cuchillo de escenario retráctil. Habiendo registrado la confesión de Ransom, la policía inmediatamente lo arresta. Blanc revela a Marta que se dio cuenta al principio de que ella jugó un papel en la muerte de Harlan, al ver una pequeña salpicadura de sangre en uno de sus zapatos. Linda encuentra una nota de Harlan que revela el adulterio de su esposo.
Mientras Ransom es detenido, Marta observa a los Thrombeys desde el patio de lo que ahora es su mansión. En sus manos sostiene la taza de café del fallecido Harlan Thrombey, en la que está escrito: «My house, My rules, my coffee», que se traduce como: «Mi casa, mis reglas, mi café».

## Reparto
- Daniel Craig como Benoit Blanc, detective encargado de investigar la muerte de Harlan.
- Chris Evans como Hugh Ransom Drysdale, el nieto de Harlan, hijo de Linda y Richard, un playboy mimado.
- Ana de Armas como Marta Cabrera, la enfermera y amiga de Harlan.
- Jamie Lee Curtis como Linda Drysdale, la hija mayor de Harlan y esposa de Richard. Dirige su propia compañía con ayuda de su marido.
- Michael Shannon como Walter «Walt» Thrombey, el hijo menor de Harlan y esposo de Donna. Es el encargado de manejar el negocio de venta de novelas de su padre.
- Don Johnson como Richard Drysdale, el esposo de Linda y su principal apoyo en el manejo de su compañía.
- Toni Collette como Joni Thrombey, la viuda de Neil, el hijo fallecido de Harlan y una influencer de la vida gurú.
- Lakeith Stanfield como Elliott, un policía local encargado del caso.
- Katherine Langford como Megan «Meg» Thrombey, nieta de Harlan e hija de Joni y Neil que cursa estudios de arte financiados por su abuelo.
- Jaeden Martell como Jacob Thrombey, nieto de Harlan e hijo de Walt y Donna que está muy involucrado con el mundo de la política de derecha.
- Frank Oz como Alan Stevens, abogado de la familia.
- Christopher Plummer como Harlan Thrombey, un escritor de novelas de misterio que es hallado muerto tras celebrar su cumpleaños la noche anterior.
- Riki Lindhome como Donna Thrombey, la esposa de Walt y madre de Jacob.
- K Callan como Wanetta «Nana» Thrombey, la centenaria madre de Harlan y abuela de Walt, Linda y Neil.
- Edi Patterson como Frances «Fran», la ama de llaves de la mansión.
- Noah Segan como el oficial Wagner, policía relacionado con la investigación.
- M. Emmet Walsh como el Sr. Proofroc
- Marlene Forte como la madre de Marta.
- Joseph Gordon-Levitt como Detective Hardrock (papel de voz).

## Doblaje
El doblaje al castellano se grabó en los estudios SDI Media (Madrid, Barcelona y Santiago). La traducción corre a cargo de Mario Pérez y la dirección y ajuste recae en Antonio Lara.
| Actor               | Personaje              | Actor/Actriz de voz   |
| ------------------- | ---------------------- | --------------------- |
| Daniel Craig        | Benoit Blanc           | Jordi Boixaderas      |
| Chris Evans         | Ransom Drysdale        | Raúl Llorens          |
| Ana de Armas        | Marta Cabrera          | Laura Monedero        |
| Jamie Lee Curtis    | Linda Drysdale         | María Luisa Solá      |
| Michael Shannon     | Walter 'Walt' Thrombey | Juan Antonio Bernal   |
| Don Johnson         | Richard Drysdale       | Salvador Vidal        |
| Toni Collette       | Joni Thrombey          | Alicia LaOrden        |
| Lakeith Stanfield   | Teniente Elliott       | Luis García Márquez   |
| Katherine Langford  | Megan 'Meg' Thrombey   | Marina García Guevara |
| Jaeden Martell      | Jacob Thrombey         | David García Llop     |
| Frank Oz            | Alan Stevens           | Jordi Royo            |
| Christopher Plummer | Harlan Thromeby        | Camilo García         |
| Riki Lindhome       | Donna Thrombey         | María del Mar Tamarit |
| K. Callan           | Bisabuela Wanetta      | Rosa Pastó            |
| Edi Patterson       | Fran                   | Neus Sendra           |
| Noah Segan          | Agente Wagner          | Xavier Fernández      |
| Marlene Forte       | Madre de Marta         | Rosa Pastó            |

## Producción

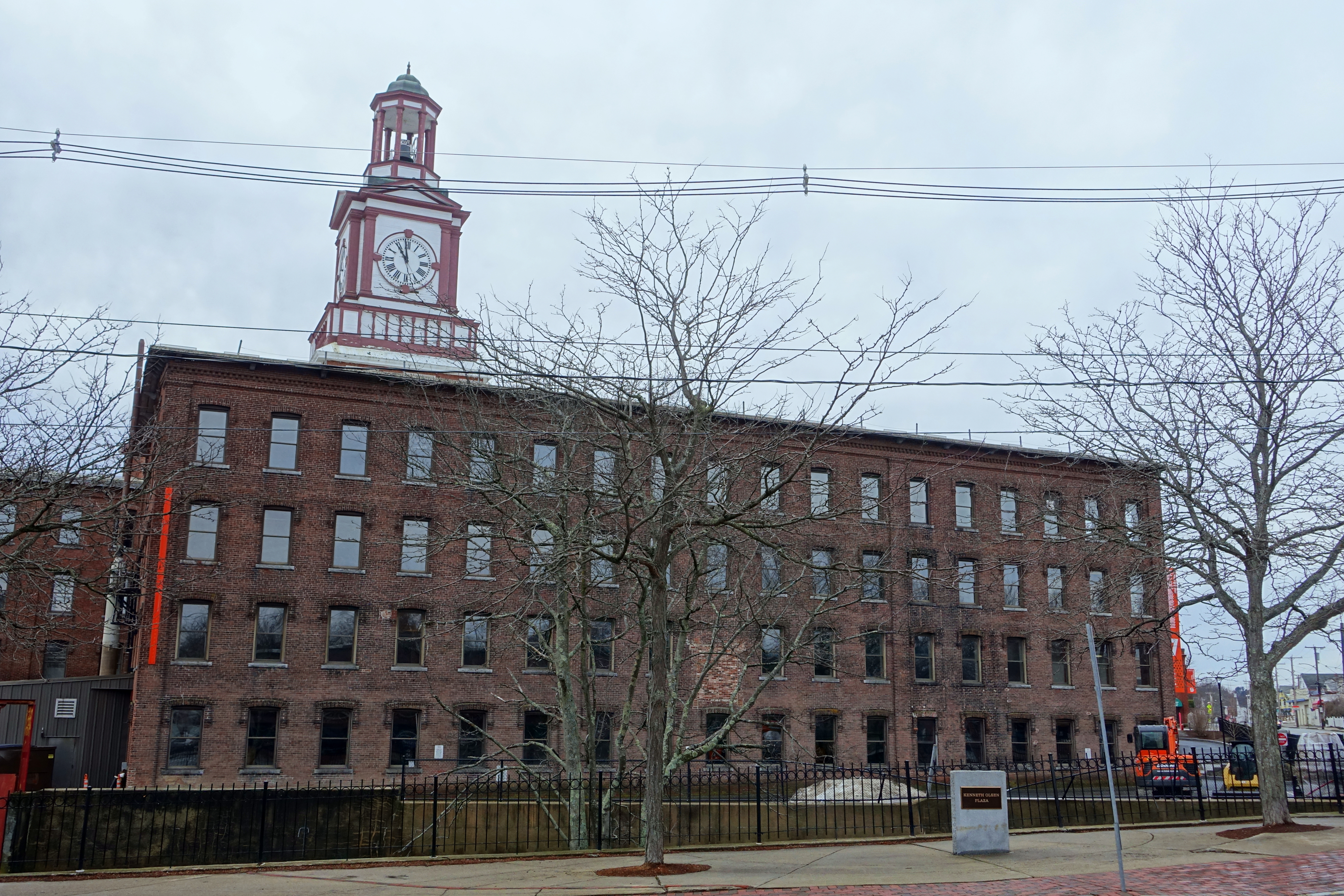
Varias escenas se establecen en Maynard, Massachusetts. La escena de persecución de autos pasa por el Assabet Woollen Mill (en la foto), ahora conocido como Mill & Main.

### Desarrollo
Después de hacer la película de 2005 Brick, el escritor y director Rian Johnson ideó el concepto básico para Knives Out. En junio de 2010, expresó interés en hacer una película de misterio de asesinato inspirada en Agatha Christie. Le dijo a The Independent que quería hacer la película después de terminar Looper (2012). Sin embargo, el siguiente proyecto cinematográfico de Johnson se convirtió en Star Wars: Episodio VIII - Los últimos Jedi (2017). Johnson pasó siete meses escribiendo el guion después de terminar su gira de prensa para Star Wars: Episodio VIII - Los últimos Jedi.
Al desarrollar la película, Johnson citó varios thrillers de misterio clásicos y comedias de misterio como influencias, incluyendo The Last of Sheila, Murder on the Orient Express, Something's Afoot, Crimen por muerte, Muerte en el Nilo, The Private Eyes, El espejo roto, Muerte bajo el sol, Trampa mortal, Clue y Gosford Park. La versión de 1972 de La huella, un «whodunit adyacente» favorito de Johnson, también fue una inspiración, particularmente para el escenario y el diseño del escenario, incluidos los autómatas, Jolly Jack the Sailor. El título fue tomado de la canción de 2001 de Radiohead «Knives Out»; Johnson, un fanático de Radiohead, dijo: «Obviamente, la película no tiene nada que ver con la canción... Esa frase siempre se me ha quedado en la cabeza. Y simplemente parecía un gran título para un misterio de asesinato». El nombre de Harlan Thrombey se tomó de un whodunit de Elige tu propia aventura de 1981, ¿Quién mató a Harlowe Thrombey?.
Knives Out se anunció en septiembre de 2018, con Daniel Craig como protagonista. Fue vendido a distribuidores durante el Festival Internacional de Cine de Toronto 2018. En octubre de 2018, Chris Evans, Michael Shannon, Lakeith Stanfield, Ana de Armas, Don Johnson, Jamie Lee Curtis y Toni Collette se unieron al elenco. En noviembre de 2018, Jaeden Martell, Katherine Langford, Christopher Plummer, Riki Lindhome y Edi Patterson se unieron al elenco. El colaborador frecuente de Johnson, Noah Segan, fue anunciado en la película en diciembre. En marzo de 2019, Frank Oz, quien trabajó anteriormente con Johnson en Los últimos Jedi, reveló que aparecería en un pequeño papel. M. Emmet Walsh apareció en la película para reemplazar a Ricky Jay, quien había muerto durante la producción.

### Rodaje
El rodaje comenzó el 30 de octubre de 2018 en Boston, Massachusetts y terminó el 20 de diciembre de 2018. Los lugares de rodaje incluyeron Berlín, Easton, Marlborough, Natick, Wellesley, Maynard, Waltham y Medfield, Massachusetts. Los exteriores de la casa fueron filmados en una mansión ubicada en Natick, a unos 27 kilómetros al oeste de Boston. La mansión Ames en Borderland State Park, Massachusetts, se utilizó para muchas tomas interiores.

### Música
Nathan Johnson compuso la partitura de la película. Anteriormente trabajó con el director Rian Johnson, quien es su primo, en Brick, The Brothers Bloom y Looper. La banda sonora fue lanzada el 27 de noviembre de 2019, coincidiendo con el lanzamiento de la película, por Cut Narrative Records.

## Estreno
Knives Out tuvo su estreno mundial en el Festival Internacional de Cine de Toronto el 7 de septiembre de 2019. Fue lanzada teatralmente el 27 de noviembre de 2019 por Lionsgate. El director Rian Johnson lanzó un comentario de audio «en el teatro» para aquellos que ven la película por segunda vez.

### Versión casera
Knives Out se lanzó en HD digital el 7 de febrero de 2020 y en DVD, Blu-ray y 4K el 25 de febrero. Se puso a disposición en el servicio de transmisión Amazon Prime el 12 de junio de 2020.

## Recepción

### Taquilla
Knives Out recaudo $165.3 millones en los Estados Unidos y Canadá, y $143.9 millones en otros territorios, para un total mundial de $309.2 millones. Deadline Hollywood calculó que la ganancia neta de la película fue de $82 millones, al factorizar todos los gastos e ingresos.
En los Estados Unidos y Canadá, la película se estrenó junto a Queen & Slim, y se proyectó inicialmente que recaudaría entre 22 y 25 millones de dólares de 3391 teatros durante su fin de semana de estreno de cinco días. La película tuvo proyecciones anticipadas el 22 y 23 de noviembre, ganando $2 millones de 936 teatros. Luego ganó $8.5 millones (incluidos los $2 millones de las proyecciones y $1.7 millones de las previsualizaciones del martes por la noche) y $6.8 millones en el Día de Acción de Gracias, aumentando las estimaciones a $44 millones. Pasó a $27.2 millones brutos en su primer fin de semana (un total de cinco días de $41.7 millones), terminando segundo detrás de Frozen II. En su segundo y tercer fin de semana, la película ganó $14.2 millones y $9.3 millones, quedando en segundo lugar y terminando tercero. La película ganó $6.5 millones en su cuarto fin de semana y luego $9.7 millones en el quinto (y un total de $16.6 millones en el marco navideño de cinco días).

### Crítica
En el sitio web de agregación de reseñas Rotten Tomatoes, la película tiene una calificación de aprobación del 97% basada en 433 reseñas, con una calificación promedio de 8.3/10. El consenso de los críticos del sitio web dice: «Knives Out agudiza los viejos tropos de misterio de asesinato con una salida de suspenso muy bien ensamblada que hace un uso brillante del conjunto estelar del escritor y director Rian Johnson". Metacritic, que usa un promedio ponderado, asignó la película un puntaje de 82 de 100, basado en revisiones de 52 críticos, que indica «aclamación universal». Las audiencias encuestadas por CinemaScore le dieron a la película una calificación promedio de "A–" en una escala de A+ a F, mientras que aquellos en PostTrak le dieron un promedio de 4,5 de 5 estrellas, con un 67% diciendo que definitivamente lo recomendarían.
David Rooney, escribiendo para The Hollywood Reporter, describió la película como un «ingeniosamente tramado, tremendamente entretenido y despiadadamente complaciente de la multitud» y «un regalo de principio a fin», alabando el guion de la película, los retrocesos a los misterios del asesinato de la década de 1970, y las actuaciones de los actores. Dana Stevens, de Slate, escribió: «Knives Out sabe exactamente qué tipo de película es: un envío de misteriosos misterios de asesinatos con elenco de estrellas que también ama y respeta esa tonta tradición». Para The A.V. Club, A. A. Dowd llamó a la película «locamente entretenida» y «un ingenioso juego de manos». David Ehrlich de IndieWire le dio a la película una A, escribiendo: «Johnson ha ideado un misterio de asesinato que está ansioso por desafiar sus expectativas, pero no dispuesto a traicionar su confianza. La película puede ser más inteligente que elegante, y puede optar por un precio razonable resultado sobre uno abrumadoramente impactante, pero Knives Out no deja que el elemento sorpresa arruine una buena historia». David Sims, de The Atlantic, escribió que Johnson «le dio la vuelta al chiflado». Dani di Placido, de Forbes, escribió que Johnson «encuentra una manera de revitalizar el concepto» y «hace que el misterio del asesinato sea grandioso nuevamente».
Fue elegida por el American Film Institute, la National Board of Review y la revista Time como una de las diez mejores películas de 2019 en cada lista respectiva. El director Edgar Wright también declaró que Knives Out era su película favorita del año y que está «diabólicamente tramada».

### Temas políticos
Andrew Chow, escribiendo para Time, describió la película como «una de las películas más inesperadamente subversivas del año». Ram Bergman, coproductor de Knives Out y colaborador de Johnson desde hace mucho tiempo, dice que los elementos sociopolíticos de la película fueron esenciales desde su infancia. La heroína latina de la película, De Armas, vio la película como un importante lanzamiento de estudio protagonizado por una latina y condena aspectos arraigados de la sociedad estadounidense. Carlos Aguilar, escribiendo para Remezcla, dijo que la familia Thrombey tenía una «cosmovisión racista», en contraste con la pureza casi sobrenatural de la heroína latina como «de las llamas de la codicia, Ana de Armas emerge como una heroína para todos los inmigrantes y sus hijos cuya superpotencia más inalienable proviene de la empatía, la cortesía, la capacidad de recuperación y el mayor valor para la vida humana. La amabilidad es exaltada, no denigrada». Graham Hillard, escribiendo para National Review, afirma que la película «se deleita con la supuesta superioridad moral de los oprimidos» y «desafía a su audiencia a objetar». Señala que «la cuestión de quién poseerá una casa se convierte en una metáfora de quién poseerá una nación». Él dice sobre el final que «cualquiera que dude de que Knives Out sea, y pretenda ser, un comentario sobre el futuro de la dinámica racial en este país solo necesita examinar el plano final de la película, intensamente político, en el que la familia de Harlan es expulsada de la mansión y se fue a morar en la oscuridad exterior».

## Premios y nominaciones
| Premio                                | Fecha de la ceremonia   | Categoría                             | Nominado(a)   | Resultado |
| ------------------------------------- | ----------------------- | ------------------------------------- | ------------- | --------- |
| AACTA Award                           | 3 de enero de 2020      | Mejor Actriz Internacional de Reparto | Toni Collette | Nominada  |
| American Film Institute               | 3 de enero de 2020      | Top Diez de Películas del Año         | Knives Out    | Ganadora  |
| British Academy Film Awards           | 2 de febrero de 2020    | Mejor guion original                  | Rian Johnson  | Nominada  |
| Premios de la Crítica Cinematográfica | 12 de enero de 2020     | Mejor Actuación en Conjunto           | Knives Out    | Nominado  |
| Premios de la Crítica Cinematográfica | 12 de enero de 2020     | Mejor Guion Original                  | Rian Johnson  | Nominado  |
| Premios de la Crítica Cinematográfica | 12 de enero de 2020     | Mejor Comedia                         | Knives Out    | Nominado  |
| Golden Globe Awards                   | 5 de enero de 2020      | Mejor Película – Musical o Comedia    | Knives Out    | Nominada  |
| Golden Globe Awards                   | 5 de enero de 2020      | Mejor actor - Comedia o musical       | Daniel Craig  | Nominado  |
| Golden Globe Awards                   | 5 de enero de 2020      | Mejor actriz - Comedia o musical      | Ana de Armas  | Nominada  |
| Hollywood Critics Association Awards  | 9 de enero de 2020      | Mejor Cast                            | Knives Out    | Ganadora  |
| Hollywood Critics Association Awards  | 9 de enero de 2020      | Mejor Guion Original                  | Rian Johnson  | Nominado  |
| National Board of Review              | 8 de enero de 2020      | Top Diez de Películas                 | Knives Out    | Ganadora  |
| National Board of Review              | 8 de enero de 2020      | Mejor Actuación Conjunta              | Knives Out    | Ganadora  |
| Producers Guild of America Awards     | 18 de enero de 2020     | Mejor Película Teatral                | Knives Out    | Nominada  |
| Premios Satellite                     | 19 de diciembre de 2019 | Mejor Película – Musical o Comedia    | Knives Out    | Nominada  |
| Premios Satellite                     | 19 de diciembre de 2019 | Mejor Actor - Musical o Comedia       | Daniel Craig  | Nominado  |
| Premios Satellite                     | 19 de diciembre de 2019 | Mejor Actriz - Musical o Comedia      | Ana de Armas  | Nominada  |
| Premios Satellite                     | 19 de diciembre de 2019 | Mejor Cast                            | Knives Out    | Ganadora  |
| Writers Guild of America Awards       | 1 de febrero de 2020    | Mejor Guion Original                  | Rian Johnson  | Nominada  |
| Premios Óscar                         | 9 de febrero de 2020    | Mejor Guion Original                  | Rian Johnson  | Nominada  |

## Secuelas
Antes del lanzamiento de Knives Out, Johnson dijo que le gustaría crear secuelas con Benoit Blanc investigando más misterios, y que ya tenía una idea para una nueva película. En enero de 2020, Johnson confirmó que estaba escribiendo una secuela, con la intención de centrarse en Blanc investigando un nuevo misterio. Se espera que Craig repita su papel, y reconoció su interés en el proyecto. El 6 de febrero de 2020, Lionsgate anunció que una secuela había sido autorizada.
En abril de 2021, Netflix compró los derechos para las próximas dos secuelas. En 2022 se estrenó la segunda parte, Glass Onion: A Knives Out Mystery.